# Lamar (Colorado)
Lamar település az Amerikai Egyesült Államok Colorado államában, Prowers megyében, melynek megyeszékhelye is. Lakosainak száma 7687 fő (2020. április 1.).

## Népesség
A település népességének változása:

| 2010 | 7 804 |
| 2020 | 7 687 |